# Максімов Тарас Вікторович
Тарас Вікторович Максімов — полковник Збройних сил України, учасник російсько-української війни. Командир 155-ї окремої механізованої бригади (з 2024).

## Життєпис
На листопад 2021 року проходив військову службу у складі 14 ОМБр в званні підполковника.
В грудні 2024 року полковника Максімова було призначено командиром 155 ОМБр.

## Нагороди та відзнаки
- орден Богдана Хмельницького II ступеня (1 червня 2022)[3]
- орден Данила Галицького (5 листопада 2021)[4]